# Uzi

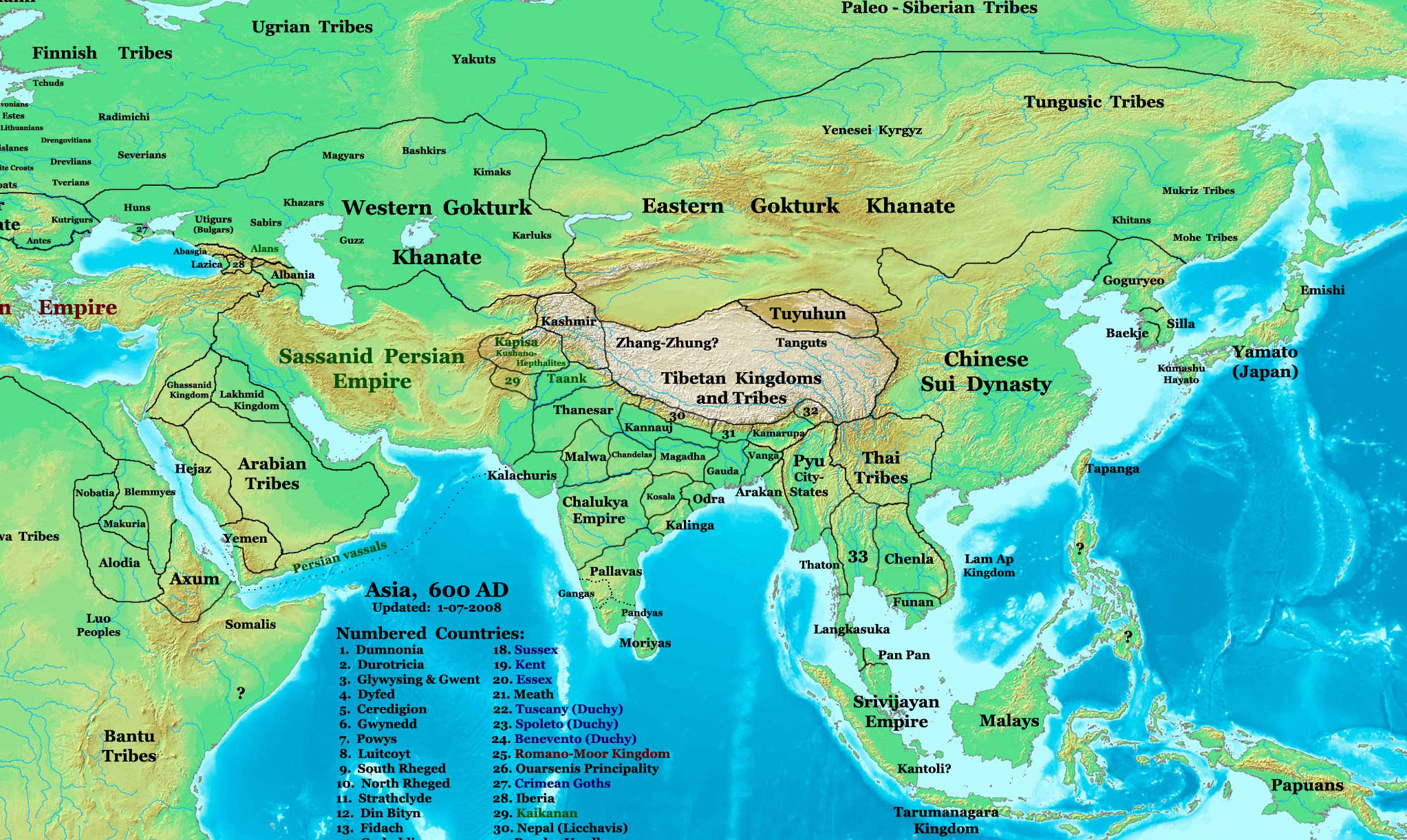
Asia în anul 600, uzii fiind aflați în estul Mării Caspice, pe teritoriul Hanatului Turcilor Albaștri Onoq

Uzii (ghuzz, guozz, kuz, oguz, oğuz, okuz, oufoi, ouz, ouzoi, torks, turkmen, turcoman, găgăuz, uguz, uğuz, uz) au fost un popor nomad de limbă turcică, originar din Asia Centrală. În secolele V-VI ei au populat partea estică a Mării Caspice, iar în secolul IX au pătruns în Europa de Est și au ajuns cu timpul până la Munții Carpați.
Uzii au trecut prin zona viitoarelor principate românești între 1060—1065, când au ajuns în regiunea intracarpatică a Ungariei prin trecătorile din Carpați. Toponime turanice din zona Ardealului de la sud de Olt, incluzând ținutul Făgărașului, dovedesc prezența acolo a unei populații de pecenegi și uzi. Aceste toponime au fost preluate de coloniștii sași, lucru care indică existența în zona a turanicilor la momentul sosirii germanilor (secolul al XII-lea) și a cumanilor. În 1065, în vremea împăratului Constantin X Duca, uzii au trecut Dunărea, învingând forțele bizantine de la sud de fluviu.

## Moșteniri lingvistice
Este probabil că toponimul Uz, care desemnează atât satul ardelean (Valea Uzului) cât și (râul Uz), alături de toponimul Oituz, amintește de trecerea uzilor prin acea zonă. Ana Comnena, în lucrarea „Alexiada”, a menționat faptul că uzii au lăsat denumirea Uzo-Limna, în traducere „mlaștinile uzilor”, la gurile Dunării. Mai există și denumirea turcească a orașului Oceacov, Ossy-Kala, care înseamnă „Întăritura Uzilor”, sau pe scurt „Uzu”. Etnonimul găgăuzilor este de asemenea derivat de la numele uzilor.